# ヘロデ・アンティパス
ヘロデ・アンティパス（ギリシャ語：Ἡρῴδης Ἀντίπατρος、紀元前20年? - ?）は、古代イスラエルの領主（在位　紀元前4年－39年）。新約聖書時代の人物で、ナザレのイエスが宣教を始めたガリラヤとヨルダン川をはさんだ斜め向かい側のペレア（ペライア）の領主であった（アンティパスの作った硬貨で在位43年を示すものがあるので、少なくともこの期間は彼は領主の地位にいた）。
福音書やヨセフスの『ユダヤ戦記』や『ユダヤ古代誌』ではしばしば「ヘロデ」とだけ呼ばれている。

## 生涯
『ユダヤ古代誌』第XVII巻1章3節によるとアンティパスの母であるマルタケはサマリア人の出自で、同腹では兄のアルケラオスとオリュムピアスと呼ばれる姉妹がいて、彼とアルケラオスは若い頃はローマであるユダヤ人によって育てられた。
母親の身分的にも年齢的にも王位継承順序は高いわけでもなかったが、ヘロデ大王の弟であるフェロラス死亡から間もない頃（西暦紀元前5年ごろ）にこの時点で存命の異母・同母双方の兄たちが全員父から嫌われたことで一度は王位継承者に指名されたこともあるが、ヘロデ大王は死亡直前考えをまた改めて王位継承者をアルケラオスに変え、アンティパスをガリラヤとペレヤの領主に指名した。
これに不服を持ったアンティパスと、アルケラオスを嫌っている親族達はローマ皇帝に訴え出て、ヘロデ大王が晩年病気で正確な判断ができなくなっていた可能性があること、仮にヘロデの遺志がアルケラオスを本当に指名していても、アルケラオスは残忍さや身勝手な点で王にふさわしくない人間だと主張した。
しかし、アルケラオス側も自分は身勝手や残忍なのではなく緊急時の暴動鎮圧行為だと主張している最中、サマリア地方を除くユダヤ王国ではヘロデ大王をよく思っていなかった勢力が各地で立ち上がり、暴力的な行為に走った者たちは各地で暴動を起こし（隣接するシリア属州総督が出動し片端から鎮圧）、それより穏健な者たちはシリア総督の許可を得て皇帝に使者を送り、ローマ帝国の直轄地域としてシリア属州に組み込まれたいと要求してきた。これらを踏まえたローマ皇帝は最終的にヘロデの最後の遺言を原則とするがアルケラオスを王としては認めず「エスナルケス（民族の統治者）」として認定し、アンティパスはガリラヤとペライヤのテトラルキア（τετραρχια、四分領太守）に認定され、年間200タラントンの収入が得られることになった。
彼はいくつか新しい町を建設し、セップォリスの町を要塞化してアゥクラトリス（「皇帝の」の意とされる）、ベタラムフタの城壁も整備してユリア（アウグストゥスの妃の方にちなむ）と命名したが、さらに壮大だったのはティベリウスの時代にゲネサレト湖（現在のガリラヤ湖）のほとりの温泉が湧く地域に新しく都市を作り、そこに当時の皇帝の名をつけてティベリアスと名付けてそこを都として住んだ。しかし工事中にここが古代の埋葬地であったことが判明して敬虔なユダヤ人からは嫌われ、結果、ティベリアスに異民族やユダヤ人でも冒険家や乞食といった人々を無理にでも駆り集めてそこに植民させたことでかなり住民が混合した町になり（ヨセフス曰く「無統制な集団」で「ガリラヤ人や行政官、家付き土地付きの移住を条件に開放させられる奴隷。」などがいたという。）、王宮に平気で動物の肖像が飾ってあった（厳格なユダヤ人たちからは偶像崇拝ではないかと見られた）が、同時に大きなシナゴーグなども置かれているという状況になっていた。
また、彼自身も厳格なユダヤ教徒ではないがある程度の分別はあり、ローマの支配下にあったユダヤ地方で総督のピラトがエルサレムに皇帝の肖像が付いたもの（ヨセフスは「旗」、フィロンは「盾」としている）を持ち込み飾った際、（ユダヤ人がタブーとした偶像崇拝になるので）これをやめるように説得に当たり成功させた他、自分で作った貨幣にも肖像を刻むことはしなかった。
彼自身の領主としての評価は父ほど野心的ではないとみられており、ヨセフスからは「平穏を愛する（静かな生活に満足している）」とされている（『ユダヤ古代誌』第XVIII巻7章2節）が、要領の悪い所もあり、同じようにローマ従属国のナバテア王国と友好を結ぶためアレタス4世の娘ファサエリスを最初に妃に迎えていたが、異母兄の娘ヘロディアに熱を上げた結果、最初の妃であったアレタスの娘に実家に逃げられ、後日これに激怒したアレタスと戦争になって惨敗をし、ローマ帝国に訴え出たことで皇帝のティベリウスは戦争を仕掛けたアレタスを生死を問わず捉える（従属国の君主は独断で戦争をしかけてはいけないというルールがあった）ようにシリア総督に命じたことでこれ以上アレタスは介入できなくなったが、この後間もなく（戦争から約6か月後）ティベリウスが死亡したことでアレタスへの処罰は行われないまま終わっている。
彼の所業で有名なものの一つに人々に評判の良かった洗礼者ヨハネの処刑があり、共観福音書と『ユダヤ古代誌』第XVIII巻5章によるとそれぞれ「当時他の兄弟の妻であったヘロディアを妻にしてしまった事をヨハネに非難された」と「ヨハネの評判が良すぎて彼が人々を扇動するのを危惧した」と動機の説明こそ違う（ただし、ヨセフスも存命中の兄弟の妻を娶ることがタブーとは説明している。）が、当時の一般大衆は宗教的希望と政治的希望を区別していなかったので、どちらの場合でも政治的混乱につながる危険を感じたアンティパスは、彼が自分の領地のペレアに来たところを狙って捉え（ヨハネの活動場所はヨルダン川の西岸のユダヤ地方が中心だったが東岸のペレアにも時々来ていた）、一旦投獄したあとで処刑した。
この処刑については、ヘロディアの娘サロメとの関わりを含め、福音書を通して後世に伝わり、オスカー・ワイルドによる戯曲など、芸術作品のモチーフとして繰り返し用いられている。
（なお、こういったこともあり、前述のアレタスとの戦いでアンティパスの軍が総崩れになった所が「洗礼者ヨハネの処刑を行った砦の近く」だったため、負けたのはヨハネを処刑した天罰だとうわさされたことが『ユダヤ古代誌』第XVIII巻5章にある。）
最終的にヘロデ・アンティパスに破滅をもたらしたものはこの妻ヘロディアだった。
ローマの皇帝がティベリウスからカリグラに変わった際、ヘロディアの兄弟であるアグリッパは以前からカリグラと仲が良かったためフィリッポスの領地を手に入れた他「王」の称号も手に入れた。
アグリッパはかつて生活が困っていた際にアンティパスに仕事を都合してもらったが、喧嘩でその座を解任されたような過去もあったため、これを妬んだヘロディアに言われて最初は乗り気ではなかったアンティパスも王の称号をもらえるように夫婦で嘆願に行ったところ、先手を打っていたアグリッパの使いがアンティパスの非難目録を持ってきて彼の非行や周囲の国々との衝突を上げ、彼がローマの掟に背いている証拠に大量の武器を貯蔵していることを上げた。カリグラはこれを聞いた後アンティパスに大量の武器の備蓄の件について尋ね、これを否定できなかったことで他の件も非難目録は信用できるとして彼の領地を没収し、追放の刑にした。へロディアはアグリッパの姉妹であるためある程度の情けはかけられたが本人が夫についていくことを望んだため一緒に流刑地に行き、残された領地はアグリッパが相続した（『ユダヤ古代誌』第XVIII巻7章1－2節・『ユダヤ戦記』第II巻9章6節。）。
その後アンティパスは「へロディアと一緒に流刑地で死んだ」（ヨセフス『戦記』第II巻9章6節）とも、「カリグラに殺害された」（ディオ『ローマ史』第LIX巻8章2節）とも伝えられる。
なお、福音書では前述の洗礼者ヨハネ処刑関連以外に『ルカの福音書』では時系列がどこに来るのか不明瞭だが、ファリサイ派の人々からイエスに助言として「ヘロデ（アンティパス）がイエスの命を狙っている」と名前だけ出てきたり、イエスからは「あの狐」と呼ばれている他、捉えられたイエスがガリラヤの住人だったため、エルサレムにたまたま来ていたアンティパスに連絡が来て対面したが、イエスは何も言わなかったのでアンティパスはあざけったが直接罰を下しもせずに送り返したとされている。